# アンティークギャラリー英国館
アンティークギャラリー英国館（アンティークギャラリーえいこくかん）は、兵庫県神戸市中央区のトアロードにある私設の博物館。

## 沿革
2021年、ダイニングパブ英国館の一角に高校教員の華房拓郎が開設した、イギリス骨董（主に古書）をメインに海外の骨董品を展示するコーナー。コレクションの一部は大阪市立科学館などに貸し出された。
神戸新聞、ＦＭ神戸などで取り上げられ、2022年に開運なんでも鑑定団で紹介された。

## 施設
英国館で飲食する来客は自由に見学できる。英国館は貸し会場としても利用される。コレクションは博物館や大学に貸し出すことも可能。兵庫県私立中学高等学校理科教育研究会の研修「アコヤガイ真珠取り出し体験」「生きた化石腕足類の観察と試食」「南半球のプラネタリウム」などに使われている。

## 主な展示物
- 古書　-「種の起源」をはじめチャールズ・ダーウィンの著書のすべて、ラマルク、エラズマス・ダーウィン、ヘッケル、ニュートン、ライエル、アインシュタイン、ルイス・キャロル（不思議の国のアリス）、A.A.ミルン（くまのプーさん）、H.G.ウェルズ、コナン・ドイル、ジュール・ベルヌ、アシモフ、「重訂解体新書」など200点以上の原書を所蔵、その多くは初版である希少本。
- 直筆サイン　ビートルズ、クイーン、ショーン・コネリー、J.K.ローリング（ハリーポッター）、ダニエル・ラドグリフ、A.A.ミルンなど20点以上。
- 直筆書簡　-　H.G.ウェルズ、コナン・ドイル、レノン＆ヨウコなど
- 記念コイン・紙幣　-　16世紀エリザベス一世コイン、紀元前ギリシャ・テトラドラクマ、シャーロック・ホームズ記念銀貨、ジョンレノン記念銀貨、不思議の国のアリス記念銀貨、恐竜・巨大爬虫類コイン、ニュートンコインなど科学者コインのすべて、１００兆ジンバブエドル札、ニュートン紙幣など科学者紙幣のすべてなど50点以上。
- 模型　-　ビーグル号帆船模型、アストンマーチンＤＢ5、ハリーポッターや鬼滅の刃フィギュア
- 化石　-　メガロドン最大級歯化石　ハドロサウルス類卵化石など20点
- 絵画　-　ウィリアム・ターナーの版画　ペリー艦隊スケッチなど

## 所在地
- 所在地[3] - 〒650-0004 兵庫県神戸市中央区中山手通3-2-1トア山手ザ神戸タワー103

## 交通アクセス
- 各線三宮駅西口から徒歩6～9分、各線元町駅東口から徒歩7分

## 注
1. 神戸新聞　　　　　　　　　　　　　　　　　　　　　　　　　　　　　　　　　　　　　　　　　　　　　　　　　　　　　　　　　　　　　　　　　　　　　　　　　　　　　　　　　　　　　　　　　https://www.kobe-ｎp.co.jp/news/kobe/202109/sp/0014666138.shtml
2. テレビ東京データベース重訂 解体新書｜開運！なんでも鑑定団｜テレビ東京      tv-tokyo.co.jp/kantei/smp/kaiun_db/otakara/20220614/03.html